# Nordisk Droge og Kemikalie
Nordisk Droge og Kemikalie A/S, tidligere Nordisk Droge og Kemikalieforretning A/S, var en dansk farmacivirksomhed, grundlagt 1903. I 1991 indgik den sammen med Mecobenzon i Nomeco.
Virksomheden blev under navnet Nordisk Droge- & Kemikalieforretning grundlagt i 1903, da Christian E. Emborg begyndte at drive en gros forretning med apotekervarer og enkelte andre artikler. Omsætningen voksede hurtigt, der blev brug for mere kapital, end grundlæggeren rådede over, og nogle år senere indtrådte Henry Warthoe som medindehaver. I de nærmest følgende år oparbejdedes en efter skandinaviske forhold betydelig omsætning i Danmark, Finland, Island, Norge og Sverige, og da firmaets stadige vækst fordrede mere kapital, omdannedes det i 1918 til et aktieselskab, hvis egenkapital (aktiekapital minus reserver) pr. 31. december 1949 udgjorde ca. 3,6 millioner kroner. Samtidig med at selskabet i 1932 opnåede Indenrigsministeriets anerkendelse som "kontrolleret laboratorium", påbegyndtes fabrikationen af sådanne sammensatte lægemidler, som apotekere ser deres fordel ved at købe fra "kontrollerede" fabrikker: Plastre, medicinske ekstrakter, injectabilia, piller, tabletter o.m.a.
I årenes løb udvidedes fabrikationen til også at omfatte syntetisk fremstilling af en række
småkemikalier, og i 1940 optoges på selskabets landbrugsejendomme, der spændte over ca. 340 tdr. land, dyrkningen af lægeplanter som baldrian, belladonna, bulmeurt, fingerbøl o. a. Denne del af virksomheden blev bragt til ophør i 1945. Det er dog handelen med andres produkter — europæiske og oversøiske — der udgjorde den overvejende del af firmaets omsætning. Selskabet var leverandør af rå- og hjælpestoffer til praktisk taget alle grene af den danske industri: Tekstil – farve og lak – læder – plastic – nærings- og nydelsesmiddel – kosmetik – den farmaceutiske industri og og flere andre.
Selskabet havde hovedsæde på Ragnagade 9 i København og havde filialer i Aalborg og Århus.
Bestyrelse i 1950: Direktør, cand.pharm. Johannes Hørslev, landsretssagfører Erik Petri og direktør, cand.pharm. Erik Hørslev. Administrerende direktør: Johannes Hørslev.